# Léonid Fedoun
Pour les articles homonymes, voir Fedoun.
Léonid Arnoldovitch Fedoun (russe : Леони́д Арно́льдович Феду́н), né le 5 avril 1956 à Kiev, en RSS d'Ukraine, est un homme d'affaires russe. Il est le vice-président du groupe Lukoil, premier producteur pétrolier de Russie.
En 2003, il fait l'acquisition du club de football moscovite FK Spartak Moscou, dont il devient président du conseil d'administration.
Avec une fortune estimée à 6,5 milliards de dollars américains en 2012, il était, selon la version russe du magazine Forbes, la 20e plus grande fortune de Russie en 2012.